# Leonardo Kirche
 Leonardo Kirche  nacido el 4 de enero de 1985 es un tenista profesional de Brasil.Su ranking más alto a nivel individual fue el puesto N.º 196, alcanzado el 4 de febrero de 2013. A nivel de dobles alcanzó el puesto N.º 298 el 15 de agosto de 2011.
En septiembre del año 2004 participó en un encuentro defendiendo al Equipo de Copa Davis de Brasil. Se disputó en Brasil por la Zona 1 americana, se enfrentó en individuales ante el peruano Mauricio Echazú y lo derrotó por 6-2, 6-1. Fue el único encuentro que disputó en Copa Davis.
Hasta el momento ha ganado 10 torneos Futures ITF en modalidad individuales. Mientras que en dobles ha ganado el Challenger de Belo Horizonte en el año 2010 junto a su compatriota Rodrigo Grilli como pareja, derrotando a la pareja conformada por el sueco Christian Lindell y el brasilero João Souza por 6-3, 6-3. En categoría futures dobles ha ganado 4 torneos.

## Títulos; 1 (0 + 1)
| Leyenda                     | Individuales | Dobles |
| --------------------------- | ------------ | ------ |
| Grand Slam                  | 0            | 0      |
| ATP World Tour Finals       | 0            | 0      |
| ATP World Tour Masters 1000 | 0            | 0      |
| ATP World Tour 500 Series   | 0            | 0      |
| ATP World Tour 250 Series   | 0            | 0      |
| ATP Challenger Series       | 0            | 1      |

### Dobles
| No. | Fecha      | Torneo                       | Superficie    | Pareja         | Rivales en la final          | Resultado |
| --- | ---------- | ---------------------------- | ------------- | -------------- | ---------------------------- | --------- |
| 1.  | 18.09.2010 | Challenger de Belo Horizonte | Tierra batida | Rodrigo Grilli | Christian Lindell João Souza | 6–3, 6–3  |